# Bualintur
Bualintur (Schots-Gaelisch: Buaile an Todhair) is een dorp in de Schotse lieutenancy Ross and Cromarty in het raadsgebied Highland op het eiland Skye.